# 谷辺昌央
谷辺 昌央（たにべ まさお、1974年4月8日 - ）は、愛知県名古屋市出身のクラシック・ギタリストである。

## 人物･来歴
名古屋生まれ。4歳より早期音楽教育を受ける。7歳から父のもとでギターを始め、その後酒井康雄、鎌田慶昭らに師事。東京大学文学部卒。1999年よりドイツ、ケルン音楽大学にてR.アウセルに師事し首席卒業。古楽をK.ユングヘーネルに、現代音楽をP.アルヴァレスに、音楽現象学をH.リウの下で学ぶ。カールスルーエ音楽大学にてA.フォン･ヴァンゲンハイムに師事し国家演奏家資格を取得。

## 受賞歴
- 1986年 学生ギターコンクール第1位、GLC最優秀賞
- 1988年 クラシカルギターコンクール第1位
- 1995年 東京国際ギターコンクール首席入賞
- 2003年 ダンツィヒ国際ギターコンクール第1位
- 2004年 ゲーベルスベルク国際ギターコンクール第1位、タイ国際ギターコンクール第1位、イセルニア国際ギターコンクール第1位
- 2005年 ホセ･トーマス国際ギターコンクール首席入賞
- 2006年 ウェストファーレン･ギタースプリング第1位、ノルバ･カエサリーナ国際ギターコンクール第1位、ジョアン･ファレッタ国際ギターコンチェルトコンクール第2位、聴衆特別賞
- 2007年 ニクシッチ国際ギターコンクール第1位

## 活動
2005年ワシントンDCのケネディーセンターにてアメリカ･デビュー。2006年ニューヨークにおけるバッファロー･フィルハーモニー管弦楽団との共演は2000人の聴衆総立ちという大成功を収め、全米およびEU全域でラジオ中継された。ドイツ、アメリカ、スペイン、モンテネグロ、ブラジル、日本などのオーケストラと共演多数。アルゼンチンの“世界のギター音楽祭”他、ヨーロッパ、北米、南米、アジアのフェスティヴァルに招かれリサイタルを行う。西ドイツ放送、アルゼンチン国営放送、西ニューヨーク放送等へ出演。
南米ツアーにおいては、ブラジルで日系移民100周年記念事業の一環として、林光のギター協奏曲「北の帆船」を南米初演。2010年コジマ録音よりデビューCD「アセントゥアード」をリリース。レコード芸術特選盤、読売新聞サウンズボックス特選盤など各方面より高い評価を得る。 2011年より日本に活動の拠点を移し、NHK・名曲リサイタル、東京オペラシティ、宗次ホールでのリサイタルなど日本での活動を本格化させている。2013年名古屋音楽ペンクラブ賞受賞。

## ディスコグラフィ
- 《Acentuado アセントゥアード》 ALM Records/コジマ録音（2010年)

- 《Oracion para todos すべての人のための祈り~ラテン・フォルクローレの煌めき》ALM Records/コジマ録音 (2013年)